# Walisische Badmintonmeisterschaft 2002
Die Walisische Badmintonmeisterschaft 2002 fand am 2. und 3. Februar 2002 im Afan Lido in Port Talbot statt. Es war die 50. Austragung der nationalen Titelkämpfe im Badminton in Wales.

## Titelträger
| Disziplin    | Sieger                            |
| ------------ | --------------------------------- |
| Herreneinzel | Richard Vaughan                   |
| Dameneinzel  | Kelly Morgan                      |
| Herrendoppel | Chris Rees Neil Cottrill          |
| Damendoppel  | Joanne Muggeridge Felicity Gallup |
| Mixed        | Neil Cottrill Joanne Muggeridge   |